# Fussball Club Erzgebirge Aue 2006-2007
Questa voce raccoglie le informazioni riguardanti il Fussball Club Erzgebirge Aue nelle competizioni ufficiali della stagione 2006-2007.

## Stagione
Nella stagione 2006-2007 il Erzgebirge Aue, allenato da Gerd Schädlich, concluse il campionato di 2. Bundesliga al 10º posto. In Coppa di Germania il Erzgebirge Aue fu eliminato al secondo turno dal Alemannia Aquisgrana.

## Rosa
| N. |                      | Ruolo | Calciatore        |
| -- | -------------------- | ----- | ----------------- |
| 1  | Bulgaria (bandiera)  | P     | Russi Petkov      |
| 3  | Polonia (bandiera)   | D     | Tomasz Kos        |
| 4  | Rep. Ceca (bandiera) | A     | Tomáš Klinka      |
| 4  | Polonia (bandiera)   | D     | Marcin Adamski    |
| 5  | Germania (bandiera)  | D     | Norman Loose      |
| 6  | Germania (bandiera)  | C     | Jörg Emmerich     |
| 7  | Germania (bandiera)  | C     | Marco Kurth       |
| 8  | Germania (bandiera)  | C     | Mitja Schäfer     |
| 11 | Germania (bandiera)  | C     | Florian Heller    |
| 12 | Germania (bandiera)  | C     | Kevin Hampf       |
| 13 | Germania (bandiera)  | C     | Tom Geißler       |
| 14 | Albania (bandiera)   | C     | Skerdilaid Curri  |
| 15 | Rep. Ceca (bandiera) | C     | Richard Dostálek  |
| 16 | Germania (bandiera)  | D     | Tim Zwingenberger |

| N. |                     | Ruolo | Calciatore        |
| -- | ------------------- | ----- | ----------------- |
| 17 | Germania (bandiera) | C     | Hendrik Liebers   |
| 19 | Bulgaria (bandiera) | A     | Dimităr Rangelov  |
| 20 | Slovenia (bandiera) | D     | Mišo Brečko       |
| 21 | Germania (bandiera) | P     | Axel Keller       |
| 22 | Georgia (bandiera)  | C     | Davit Siradze     |
| 23 | Germania (bandiera) | D     | René Trehkopf     |
| 24 | Germania (bandiera) | D     | Uwe Ehlers        |
| 25 | Polonia (bandiera)  | P     | Tomasz Bobel      |
| 27 | Germania (bandiera) | C     | Daniel Rupf       |
| 28 | Germania (bandiera) | C     | Christian Lenze   |
| 29 | Polonia (bandiera)  | A     | Andrzej Juskowiak |
| 30 | Turchia (bandiera)  | A     | Ersin Demir       |
|    | Germania (bandiera) | A     | Sebastian Seifert |

## Organigramma societario
Area tecnica
- Allenatore: Gerd Schädlich
- Allenatore in seconda: Holger Erler
- Preparatore dei portieri: Jörg Weißflog
- Preparatori atletici:

## Calciomercato

### Sessione estiva
| Acquisti | Acquisti      | Acquisti      | Acquisti |
| R.       | Nome          | da            | Modalità |
| -------- | ------------- | ------------- | -------- |
| D        | Mišo Brečko   | Hansa Rostock |          |
| C        | Tom Geißler   | Magonza       |          |
| P        | Axel Keller   | Hansa Rostock |          |
| C        | Mitja Schäfer | LR Ahlen      |          |

| Cessioni | Cessioni              | Cessioni        | Cessioni |
| R.       | Nome                  | da              | Modalità |
| -------- | --------------------- | --------------- | -------- |
| D        | Sven Günther          | Carl Zeiss Jena |          |
| P        | Jörg Hahnel           | Hansa Rostock   |          |
| A        | Sebastian Helbig      | Carl Zeiss Jena |          |
| C        | Christian Mikolajczak | Holstein Kiel   |          |

### Sessione invernale
| Acquisti | Acquisti          | Acquisti       | Acquisti |
| R.       | Nome              | da             | Modalità |
| -------- | ----------------- | -------------- | -------- |
| A        | Sebastian Seifert | Sachsen Lipsia |          |
| A        | Dimităr Rangelov  | Strasburgo     |          |

| Cessioni | Cessioni | Cessioni | Cessioni |
| R.       | Nome     | da       | Modalità |
| -------- | -------- | -------- | -------- |

## Risultati

### 2. Bundesliga

#### Girone di andata
| Arbitro: | Rafati |

|               |           |  |
| Juskowiak 76’ | Marcatori |  |

| Arbitro: | Seemann |

|         |           |  |
| Kern 5’ | Marcatori |  |

| Arbitro: | Sippel |

|                                        |           |                                |
| Lavrič 21’ Mokhtari 35’, 77’ Kurth 80’ | Marcatori | 27’ (rig.) Emmerich 76’ Brečko |

| Arbitro: | Winkmann |

|  |           |                            |
|  | Marcatori | 6’, 68’ Timm 32’ Reisinger |

| Arbitro: | Schriever |

|               |           |           |
| Burkhardt 16’ | Marcatori | 84’ Kurth |

| Arbitro: | Grudzinski |

|                     |           |             |
| Klinka 2’, 35’, 90’ | Marcatori | 70’ Mohamad |

| Arbitro: | Schalk |

|                                     |           |  |
| Reinert 16’, 71’ Daham 46’ Bohl 84’ | Marcatori |  |

| Arbitro: | Aytekin |

|                                   |           |  |
| Siradze 60’ Klinka 68’ Heller 78’ | Marcatori |  |

| Arbitro: | Anklam |

|                                          |           |            |
| Türker 45’ Sieger 80’ (rig.), 83’ (rig.) | Marcatori | 60’ Heller |

| Arbitro: | Schempershauwe |

|             |           |            |
| Adamski 54’ | Marcatori | 8’ Lawarée |

| Arbitro: | Henschel |

|  |           |               |
|  | Marcatori | 14’ Juskowiak |

| Arbitro: | Lupp |

|                                                |           |            |
| Heller 26’, 73’ Juskowiak 45’, 51’ Liebers 84’ | Marcatori | 60’ Sykora |

| Arbitro: | Sahler |

|  |           |             |
|  | Marcatori | 56’ Liebers |

| Arbitro: | Walz |

|           |           |  |
| Curri 75’ | Marcatori |  |

| Arbitro: | Schalk |

|  |           |             |
|  | Marcatori | 47’ Siradze |

| Arbitro: | Seemann |

|                                                        |           |           |
| Emmerich 23’ (rig.) Lenze 49’ Klinka 65’ Juskowiak 86’ | Marcatori | 13’ Ziehl |

| Arbitro: | Frank |

|                                     |           |  |
| Thorandt 6’ Vučićević 23’, 44’, 76’ | Marcatori |  |

#### Girone di ritorno
| Arbitro: | Weiner |

|                  |           |              |
| Ehlers 8’ (aut.) | Marcatori | 42’ Trehkopf |

| Arbitro: | Schmidt |

|                                     |           |  |
| Juskowiak 30’ Ehlers 78’ Klinka 82’ | Marcatori |  |

| Arbitro: | Drees |

|  |           |           |
|  | Marcatori | 56’ Kurth |

| Arbitro: | Dingert |

|               |           |           |
| Timm 31’, 54’ | Marcatori | 89’ Curri |

| Arbitro: | Stachowiak |

|                                             |           |  |
| Rangelov 41’ Klinka 63’ Dostálek 90’ (rig.) | Marcatori |  |

| Arbitro: | Brych |

|                                                            |           |                                                           |
| Pitroipa 34’, 76’ Iashvili 49’ (rig.) Antar 51’ Benčík 85’ | Marcatori | 15’ Juskowiak 42’ Klinka 65’ Rangelov 81’ (rig.) Dostálek |

| Arbitro: | Frank |

|              |           |  |
| Dostálek 11’ | Marcatori |  |

| Arbitro: | Sahler |

|          |           |  |
| Atem 50’ | Marcatori |  |

| Arbitro: | Meyer |

|                         |           |             |
| Klinka 65’ Rangelov 90’ | Marcatori | 66’ Agritis |

| Arbitro: | Kempter |

|                      |           |  |
| Haas 2’, 52’ Luz 55’ | Marcatori |  |

| Arbitro: | Perl |

|  |           |           |
|  | Marcatori | 74’ Chihi |

| Arbitro: | Rafati |

|                             |           |                   |
| Zimmermann 10’ Schlitte 45’ | Marcatori | 84’ (aut.) Sykora |

| Aue-Bad Schlema 20 aprile 2007, ore 18:00 CEST 30ª giornata | Erzgebirge Aue | 0 – 0 referto | Rot-Weiss Essen | Erzgebirgsstadion (8 700 spett.)\| Arbitro: \| Schriever \| |
| Arbitro:                                                    | Schriever      |               |                 |                                                             |

| Arbitro: | Henschel |

|              |           |  |
| Brouwers 62’ | Marcatori |  |

| Arbitro: | Seemann |

|                   |           |                  |
| Rangelov 23’, 40’ | Marcatori | 75’, 88’ Kaufman |

| Arbitro: | Schalk |

|                      |           |                     |
| Džaka 15’ Babatz 44’ | Marcatori | 86’ (rig.) Emmerich |

| Arbitro: | Pickel |

|                          |           |                |
| Heller 20’ Juskowiak 59’ | Marcatori | 9’, 21’ Göktan |

### Coppa di Germania
| Arbitro: | Kuhl |

|               |           |                         |
| El-Nounou 82’ | Marcatori | 53’ Siradze 84’ Schäfer |

| Arbitro: | Seemann |

|                                                   |           |                           |
| Ebbers 8’ Rösler 15’ Herzig 105’ Schlaudraff 120’ | Marcatori | 10’ Siradze 82’ Juskowiak |

## Statistiche

### Statistiche di squadra
| Competizione      | Punti | In casa | In casa | In casa | In casa | In casa | In casa | In trasferta | In trasferta | In trasferta | In trasferta | In trasferta | In trasferta | Totale | Totale | Totale | Totale | Totale | Totale | DR |
| Competizione      | Punti | G       | V       | N       | P       | Gf      | Gs      | G            | V            | N            | P            | Gf           | Gs           | G      | V      | N      | P      | Gf     | Gs     | DR |
| ----------------- | ----- | ------- | ------- | ------- | ------- | ------- | ------- | ------------ | ------------ | ------------ | ------------ | ------------ | ------------ | ------ | ------ | ------ | ------ | ------ | ------ | -- |
| 2. Bundesliga     | 45    | 17      | 10      | 4       | 3       | 31      | 14      | 17           | 3            | 2            | 12           | 15           | 34           | 34     | 13     | 6      | 15     | 46     | 48     | -2 |
| Coppa di Germania | -     | 0       | 0       | 0       | 0       | 0       | 0       | 2            | 1            | 0            | 1            | 4            | 5            | 2      | 1      | 0      | 1      | 4      | 5      | -1 |
| Totale            | 45    | 17      | 10      | 4       | 3       | 31      | 14      | 19           | 4            | 2            | 13           | 19           | 39           | 36     | 14     | 6      | 16     | 50     | 53     | -3 |

### Andamento in campionato
| Giornata  | 1 | 2 | 3  | 4  | 5  | 6  | 7  | 8 | 9  | 10 | 11 | 12 | 13 | 14 | 15 | 16 | 17 | 18 | 19 | 20 | 21 | 22 | 23 | 24 | 25 | 26 | 27 | 28 | 29 | 30 | 31 | 32 | 33 | 34 |
| --------- | - | - | -- | -- | -- | -- | -- | - | -- | -- | -- | -- | -- | -- | -- | -- | -- | -- | -- | -- | -- | -- | -- | -- | -- | -- | -- | -- | -- | -- | -- | -- | -- | -- |
| Luogo     | C | T | T  | C  | T  | C  | T  | C | T  | C  | T  | C  | T  | C  | T  | C  | T  | T  | C  | C  | T  | C  | T  | C  | T  | C  | T  | C  | T  | C  | T  | C  | T  | C  |
| Risultato | V | P | P  | P  | N  | V  | P  | V | P  | N  | V  | V  | V  | V  | V  | V  | P  | N  | V  | P  | P  | V  | P  | V  | P  | V  | P  | P  | P  | N  | P  | N  | P  | N  |
| Posizione | 4 | 9 | 11 | 14 | 14 | 12 | 13 | 9 | 13 | 13 | 12 | 7  | 6  | 6  | 5  | 5  | 5  | 5  | 4  | 5  | 5  | 5  | 5  | 5  | 6  | 7  | 8  | 8  | 8  | 9  | 9  | 10 | 10 | 10 |

Legenda:

Luogo: C = Casa; T = Trasferta. Risultato: V = Vittoria; N = Pareggio; P = Sconfitta.

### Statistiche dei giocatori
| Giocatore        | 2. Bundesliga | 2. Bundesliga | 2. Bundesliga | 2. Bundesliga | Coppa di Germania | Coppa di Germania | Coppa di Germania | Coppa di Germania | Totale   | Totale | Totale      | Totale     |
| Giocatore        | Presenze      | Reti          | Ammonizioni   | Espulsioni    | Presenze          | Reti              | Ammonizioni       | Espulsioni        | Presenze | Reti   | Ammonizioni | Espulsioni |
| ---------------- | ------------- | ------------- | ------------- | ------------- | ----------------- | ----------------- | ----------------- | ----------------- | -------- | ------ | ----------- | ---------- |
| M. Adamski       | 20            | 1             | 5             | 0             | 1                 | 0                 | 0                 | 0                 | 21       | 1      | 5           | 0          |
| T. Bobel         | 15            | 0             | 2             | 1             | 0                 | 0                 | 0                 | 0                 | 15       | 0      | 2           | 1          |
| M. Brečko        | 14            | 1             | 2             | 0             | 2                 | 0                 | 0                 | 0                 | 16       | 1      | 2           | 0          |
| S. Curri         | 25            | 2             | 1             | 0             | 1                 | 0                 | 0                 | 0                 | 26       | 2      | 1           | 0          |
| E. Demir         | 10            | 0             | 1             | 0             | 1                 | 0                 | 0                 | 0                 | 11       | 0      | 1           | 0          |
| R. Dostálek      | 23            | 3             | 4             | 0             | 2                 | 0                 | 0                 | 0                 | 25       | 3      | 4           | 0          |
| U. Ehlers        | 18            | 1             | 6             | 0             | 0                 | 0                 | 0                 | 0                 | 18       | 1      | 6           | 0          |
| J. Emmerich      | 24            | 3             | 3             | 0             | 2                 | 0                 | 0                 | 0                 | 26       | 3      | 3           | 0          |
| T. Geißler       | 19            | 0             | 3             | 0             | 0                 | 0                 | 0                 | 0                 | 19       | 0      | 3           | 0          |
| K. Hampf         | 17            | 0             | 0             | 0             | 0                 | 0                 | 0                 | 0                 | 17       | 0      | 0           | 0          |
| F. Heller        | 25            | 5             | 3             | 1             | 1                 | 0                 | 0                 | 0                 | 26       | 5      | 3           | 1          |
| D. Jungwirth     | 2             | 0             | 1             | 0             | 2                 | 0                 | 0                 | 0                 | 4        | 0      | 1           | 0          |
| A. Juskowiak     | 31            | 8             | 0             | 0             | 2                 | 1                 | 1                 | 0                 | 33       | 9      | 1           | 0          |
| A. Keller        | 20            | 0             | 0             | 0             | 2                 | 0                 | 0                 | 0                 | 22       | 0      | 0           | 0          |
| T. Klinka        | 30            | 9             | 1             | 0             | 1                 | 0                 | 0                 | 0                 | 31       | 9      | 1           | 0          |
| T. Kos           | 25            | 0             | 5             | 1             | 1                 | 0                 | 0                 | 0                 | 26       | 0      | 5           | 1          |
| M. Kurth         | 29            | 1             | 7             | 0             | 2                 | 0                 | 0                 | 0                 | 31       | 1      | 7           | 0          |
| C. Lenze         | 10            | 1             | 3             | 0             | 0                 | 0                 | 0                 | 0                 | 10       | 1      | 3           | 0          |
| H. Liebers       | 15            | 2             | 4             | 1             | 1                 | 0                 | 0                 | 1                 | 16       | 2      | 4           | 2          |
| N. Loose         | 22            | 0             | 2             | 1             | 1                 | 0                 | 1                 | 0                 | 23       | 0      | 3           | 1          |
| R. Petkov        | 0             | 0             | 0             | 0             | 0                 | 0                 | 0                 | 0                 | 0        | 0      | 0           | 0          |
| D. Rangelov      | 16            | 5             | 3             | 1             | 0                 | 0                 | 0                 | 0                 | 16       | 5      | 3           | 1          |
| D. Rupf          | 4             | 0             | 0             | 0             | 0                 | 0                 | 0                 | 0                 | 4        | 0      | 0           | 0          |
| M. Schäfer       | 9             | 0             | 2             | 0             | 2                 | 1                 | 1                 | 0                 | 11       | 1      | 3           | 0          |
| S. Seifert       | 0             | 0             | 0             | 0             | 0                 | 0                 | 0                 | 0                 | 0        | 0      | 0           | 0          |
| D. Siradze       | 24            | 2             | 4             | 1             | 2                 | 2                 | 1                 | 0                 | 26       | 4      | 5           | 1          |
| R. Trehkopf      | 28            | 1             | 7             | 0             | 2                 | 0                 | 0                 | 0                 | 30       | 1      | 7           | 0          |
| T. Zwingenberger | 0             | 0             | 0             | 0             | 0                 | 0                 | 0                 | 0                 | 0        | 0      | 0           | 0          |